# Арена Каріока 1
«Арена Каріока 1» (порт. Arena Carioca, англ. Carioca Arena) — багатоцільовий спортивно-концертний накритий стадіон в Ріо-де-Жанейро (Бразилія). Найбільший спортивний об'єкт в Олімпійському парку Барра. Відкритий 2016 року. На літніх Олімпійських іграх 2016 року приймає баскетбольний турнір та є головною баскетбольною ареною. На Паралімпійських іграх тут змагатимуться баскетболісти і регбісти.
Арена Каріока 1 у висоту має 33 метри, її екстер'єр було виконано під натхненням від гористого ландшафту Ріо-де-Жанейро. З метою тестування перед Іграми тут пройшли волейбольні матчі Світової ліги 2016 (чоловіки) і світового Гран-прі 2016 (жінки).
Будівництво розпочалося 2009 року, завершено у 2016 році. Після Олімпійських ігор, як і багато інших об'єктів Олімпійського парку Барра, арена буде дещо перебудована до місткості 6000 осіб і стане частиною Олімпійського тренувального центру, де будуть майданчики для 12 видів спорту.
Всі три «Арени Каріока» складають комплекс розташованих поруч будівель, виконаних єдиним архітектурним рішенням. Поряд з ними також розташована «Арена ду Футуру» (порт. Arena do Futuro), виконана в іншому архітектурному стилі. Спочатку «Арену ду Футуру» розглядали як частину Олімпійського тренувального центру разом з «Аренами Каріоками» (Арена Каріока 4), але потім дали їй іншу назву. На цій арені пройдуть змагання гандболістів (у рамках Паралімпійських ігор — змагання з голболу).

## Галерея

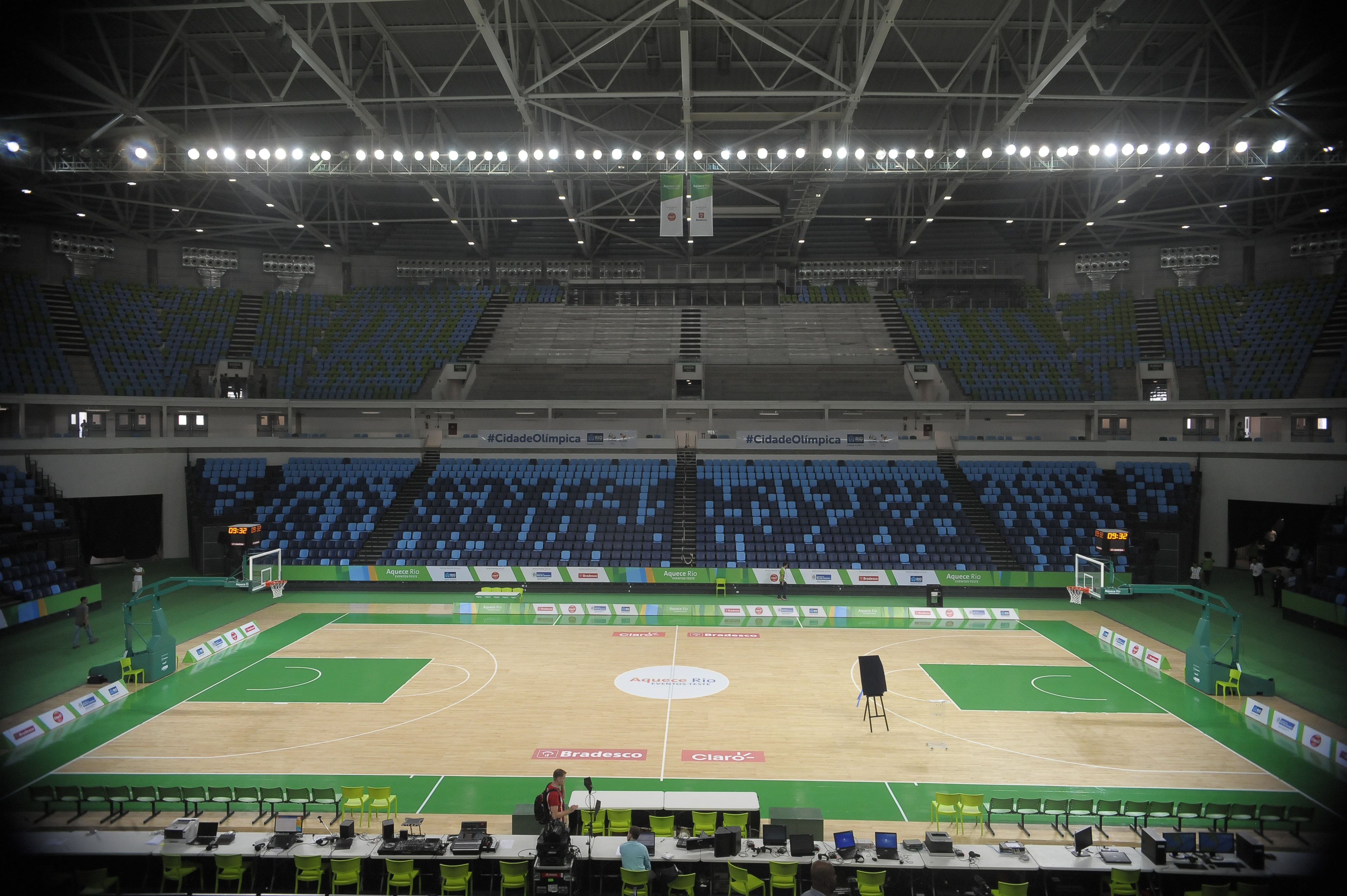
Внутрішній вигляд Арени Каріока 1
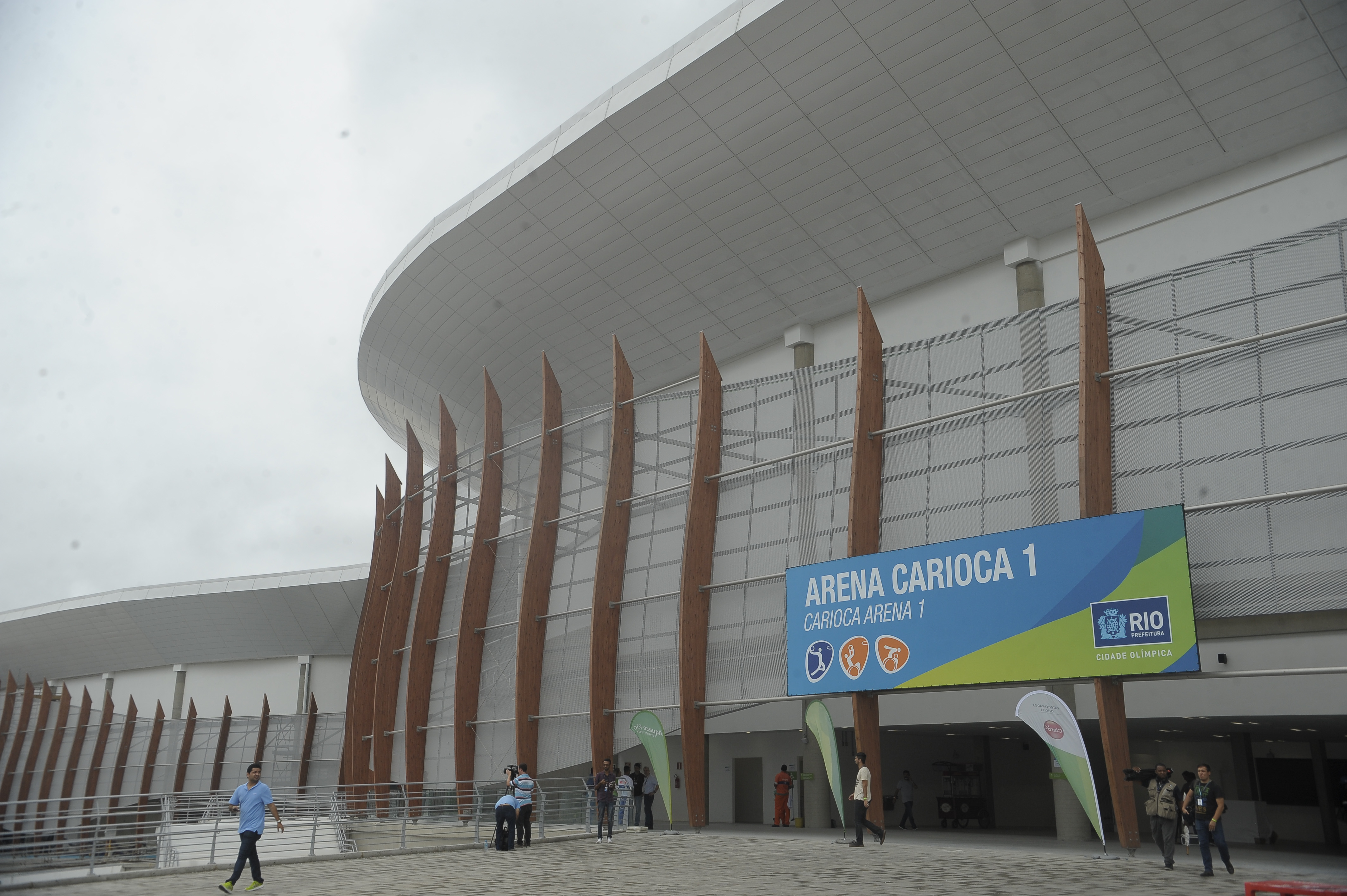
Арена Каріока 1 іззовні
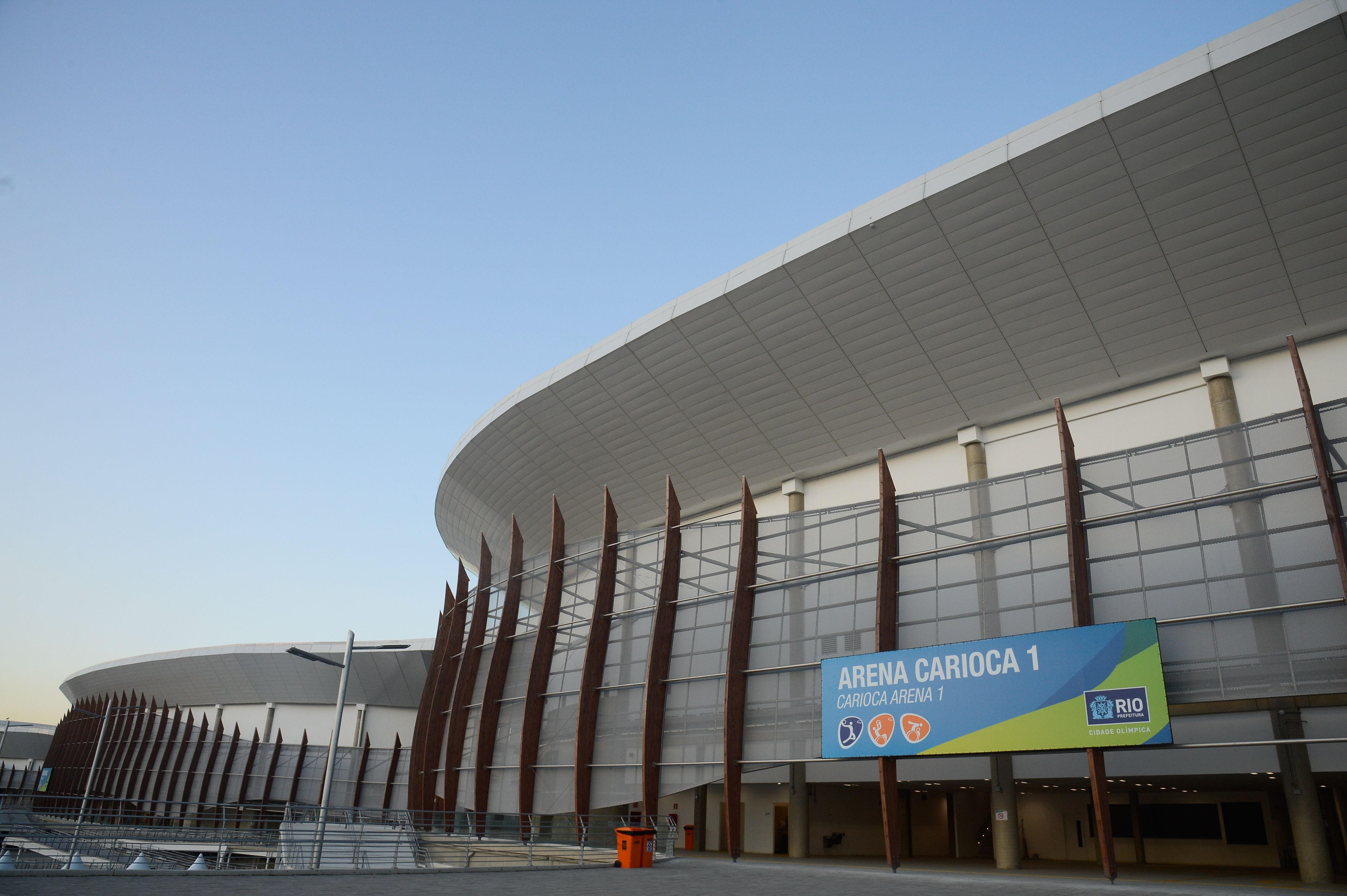
Арена Каріока 1 та Арена Каріока 2
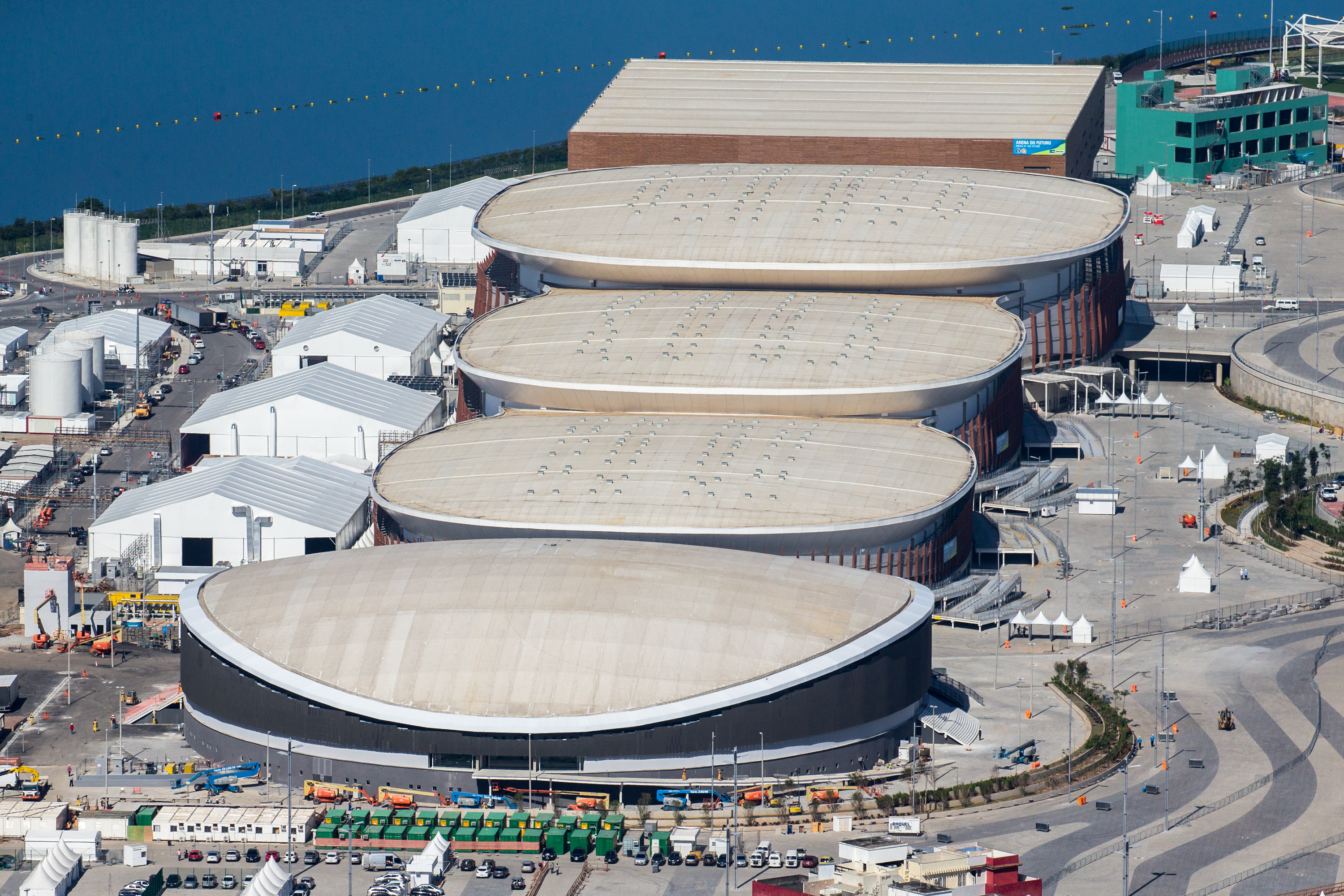
Олімпійський велодром Ріо, Арени Каріока 1, 2 та 3, Арена ду Футуру